# Nesticus tarumii
Nesticus tarumii là một loài nhện trong họ Nesticidae.
Loài này thuộc chi Nesticus. Nesticus tarumii được Takeo Yaginuma miêu tả năm 1979.